# فرودگاه نبراسکا شهرستان کلامبس
فرودگاه نبراسکا شهرستان کلامبس (به انگلیسی: Columbus Municipal Airport (Nebraska)) یک فرودگاه همگانی بهره‌برداری هوایی با کد یاتا OLU است که یک باند فرود بتن دارد و طول باند آن ۲۰۷۳ متر است. این فرودگاه در کشور ایالات متحده آمریکا قرار دارد و در ارتفاع ۴۴۱ متری از سطح دریا واقع شده‌است.